# Semión Novgorodov
Semión Andréyevich Novgorodov (en yakuto: Семен Андреевич Новгородов, Semen Andreyevich Novgorodov, en ortografía antigua en yakuto: Сэмэн Ноҕоруодап, Semen Noğoruodap, en ruso: Семён Андреевич Новгородов Semjon Andrejevič Novgorodov; 13 de febrero de 1892-28 de febrero de 1924) fue un lingüista y político yakuto, uno de los padres de la literatura en yakuto moderna y promotor de la lengua escrita.
Hijo de familia pobre, aprendió ruso y aritmética de exiliados políticos en Siberia, cómo Andréi Vinokurov. En 1905 estudió en el Colegio de Yakutsk y publicó compilaciones sobre el folclore de los yakutos en la revista Saqa sanata (1912-1913). En 1913 marchó a San Petersburgo para aprender lenguas orientales (árabe, persa, turco) y entre 1914-1915 participó en varias expediciones lingüísticas a varios pueblos tártaros. Preocupado por la carencia de un alfabeto para el yakuto, se interesó de inicialmente por el alfabeto fonético internacional y lo propuso como base para escribir el yakuto, pero topó con la oposición de los primeros escritores yakutos, como Oleksei Oksuküleekh, que se inclinaban por el alfabeto cirílico.
Apoyó a la Revolución rusa y en el «Primer Congreso de Labradores Libres Yakutos», propuso la introducción de su alfabeto, llamado saqalɯ: suruk bicik. En 1917 volvió a San Petersburgo y participó en una expedición al río Lena, pero la guerra civil rusa lo obligó a abandonarla. En 1919 estudió los dialectos mongoles, aprendió buriato y propuso la creación de la primera cátedra de yakutologia en la universidad de Irkutsk.

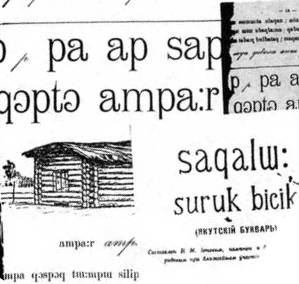
Fragmento de suruk bicik

En 1919 se unió a la sociedad literaria Saqa aymaq y cómo Aleksandr Kolchak no dio apoyo sus demandas, dio la bienvenida a los bolcheviques. Así, en 1922 reescribió su basta:nnɯ suruk bicik, que en 1923 fue introducido en las escuelas de la República Socialista Soviética Autónoma de Yakutia y facilitó la edición del primer libro de texto, Aaghar Kinige. En 1924 fue escogido diputado del IX Congreso de Soviets de Yakutsk, pero poco después murió de una uremia.
- Datos: Q2988412
- Multimedia: Semyon Novgorodov / Q2988412